# Xylophanes vagliai
Xylophanes vagliai là một loài bướm đêm thuộc họ Sphingidae. Nó được tìm thấy ở Ecuador.
Sải cánh dài 95–100 mm. Nó gần giống loài Xylophanes aristor và Xylophanes rhodochlora. Có lẽ có ít nhất 3 lứa mỗi năm.